# Хоккей
Хокке́й (англ. hockey) — семейство игр на ледовой, тартановой, пластиковой, деревянной или травяной площадке, в котором две команды стараются поразить (мячом или шайбой) цель — ворота противника, используя клюшки. В каждой команде есть вратарь (иногда два вратаря, второй — запасной), который защищает ворота своей команды, и несколько полевых игроков. Существует много видов хоккея, такие как хоккей с шайбой, хоккей с мячом, хоккей на траве и другие.
В большинстве стран мира термин «хоккей» без уточнений относится к хоккею на траве, в то время как в США, Канаде, России и большинстве стран Восточной и Северной Европы этот термин обычно относится к хоккею с шайбой. В частности, во Всероссийский реестр видов спорта хоккей с шайбой включён под названием «хоккей», без уточнений.

## История

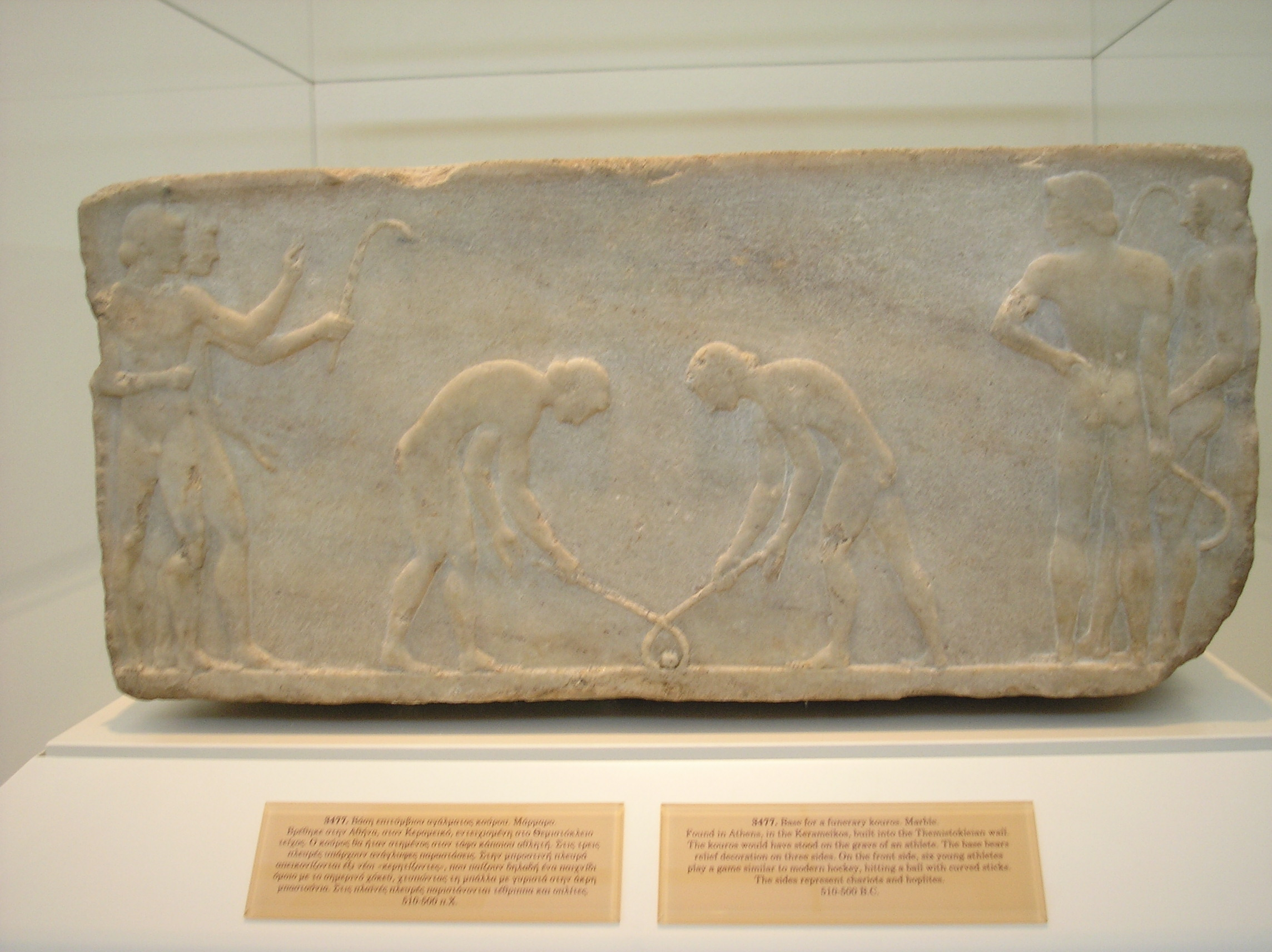
Барельеф ~600 лет до н. э.

Хоккей-игры с изогнутыми палками и мячом можно найти в истории многих культур. В Египте обнаружена 4000-летняя резная работа, которая изображает команды с палками и снарядом. Хёрлинг в Ирландии датируется до 1272 года до н. э. Примерно 600 года до н. э. датируется древнегреческое изображение игры, которая, возможно, называлась керетизеин (κερητεειν), потому что в неё играли с рогом или похожей на рог палкой керас (kéras, κρρας). Во Внутренней Монголии дауры играет в бейкоу, игру, похожую на современный хоккей на траве, уже около 1000 лет.
Большинство свидетельств хоккейных игр в Средние века можно найти в законодательстве, касающемся спорта и игр. Голуэйский Статут, принятый в Ирландии в 1527 году, запрещал некоторые виды игр с мячом, в том числе игры с использованием «крючковатых» (написанных «hockie», похожих на «hooky») палок. К XIX веку различные формы и виды исторических игр начали дифференцироваться и объединяться в отдельные виды спорта. Начали формироваться организации, занимающиеся кодификацией правил и положений, а также национальные и международные органы, которые управляют внутренней и международной конкуренцией.

## Этимология
Слово «хоккей» неизвестного происхождения. Первое зарегистрированное использование слова «хоккей» находится в книге 1773 года «Юношеские виды спорта и игры, к которым прилагаются мемуары автора: Включая новый способ воспитания детей» (Juvenile Sports and Pastimes, to Which Are Prefixed, Memoirs of the Author: Including a New Mode of Infant Education) Ричарда Джонсона (псевд. Мастер Мишель Анджело), глава XI которой называлась «Новые улучшения в игре в хоккей» (New Improvements on the Game of Hockey).
Британские источники связывают происхождение термина «хоккей» со словом «хауки» или «хоки». Именно так в начале средневековья в ряде английских графств назывались праздники уборки урожая. Во время этих праздников проводилась игра с целью провести мяч изогнутыми палками в зону противника. Любопытно, что и сейчас в южных штатах США рабочие используют хокки — инструмент вроде тяпки, которым возделывают землю.
По другой версии, слово «хоккей» взято из языка мохауков. Они некогда играли в похожую игру на траве. Она называлась «хогий», что означает «больно». Дело в том, что после игры побеждённые подвергались наказанию. Третья версия относит происхождение слова «хоккей» к старо-французскому «хокэ» («hoquet»), что означает изогнутый пастуший посох.

## Виды хоккея
- Хоккей с шайбой (хоккей на льду) — играется на льду с маленьким резиновым диском, называемым шайбой. Родиной считается Канада. Популярен также в России, странах Скандинавии, Чехии и в других странах.
  - Инлайн-хоккей[англ.] и хоккей на квадах (см. ниже) — аналоги хоккея с шайбой, играемые на роликовых коньках.
  - Уличный хоккей[англ.] — играется на улице, на твёрдой поверхности, хоккейным или теннисным мячом или специальной шайбой. Наиболее популярен в США, Канаде, Чехии.
  - Бол-хоккей[англ.] — специфическая вариация уличного хоккея. Играется на площадках схожих с площадками для хоккея на льду, но с пластиковым настилом, маленьким твёрдым мячом. Экипировка похожа на хоккейную, но изготавливается специально для хоккея с мячом. Наиболее популярен в США, Канаде, Чехии, Словакии. На мировом уровне регулируется Международной федерацией уличного хоккея и хоккея с мячом[англ.].
  - Настольный хоккей
  - Шорт-хоккей — версия хоккея с шайбой с меньшим числом игроков на уменьшенной площадке с периодами по 10 минут[7][8], в т.ч. хоккей с шайбой «3 на 3»[9].
- Хоккей на траве — играется на специальном синтетическом покрытии (в прошлом на траве) маленьким твёрдым мячом. Самый популярный и распространенный в мире вид хоккея — в англоязычных источниках чаще именуется просто «хоккей». В Международную федерацию хоккея входит 126 стран. Наиболее популярен в Голландии, Германии, Испании, Бельгии, Англии, Ирландии, Аргентине, Австралии, Новой Зеландии, ЮАР, Индии, Пакистане, Малайзии. вариантом игры является мини-хоккей на траве (hockey5s)[10].
  - Индорхоккей — аналог хоккея на траве, играемый на площадке для гандбола.
- Хоккей с мячом (бенди или русский хоккей) — играется на льду с маленьким, твёрдым мячом. Наиболее популярен в России, Швеции, Финляндии и Норвегии.
  - Мини-хоккей с мячом (ринк-бенди, а также ринкбол) — хоккей с мячом, проводимый на площадке для хоккея с шайбой.
  - Флорбол — хоккей в зале, играемый пластмассовыми клюшками и полу пластмассовым мячом.
  - Пляжный хоккей, хоккей на песке — несколько разновидностей хоккея, играемых на песчаной площадке, клюшками и кожаным [11][12] или резиновым[13] (в зависимости от варианта) мячом и специальными клюшками[14].
- Хоккей на квадах (англ. roller hockey, roller hockey (quad), hardball hockey или rink hockey) или роллеркей. В него играют более 60 стран, но лишь 5 из них становились чемпионами мира: Испания — 17 раз, Португалия — 16, Аргентина — 5, Италия — 4, а два первых титула остались за Англией. Клюшки почти как в хоккее с мячом, а роликовые коньки (квады) с попарной установкой колес и резиновым стержнем впереди — для отталкивания и торможения.
- Вертикальный хоккей и Следж-хоккей — разновидности хоккея для инвалидов.
- Подводный хоккей и его разновидность — подлёдный хоккей.

Виды хоккея
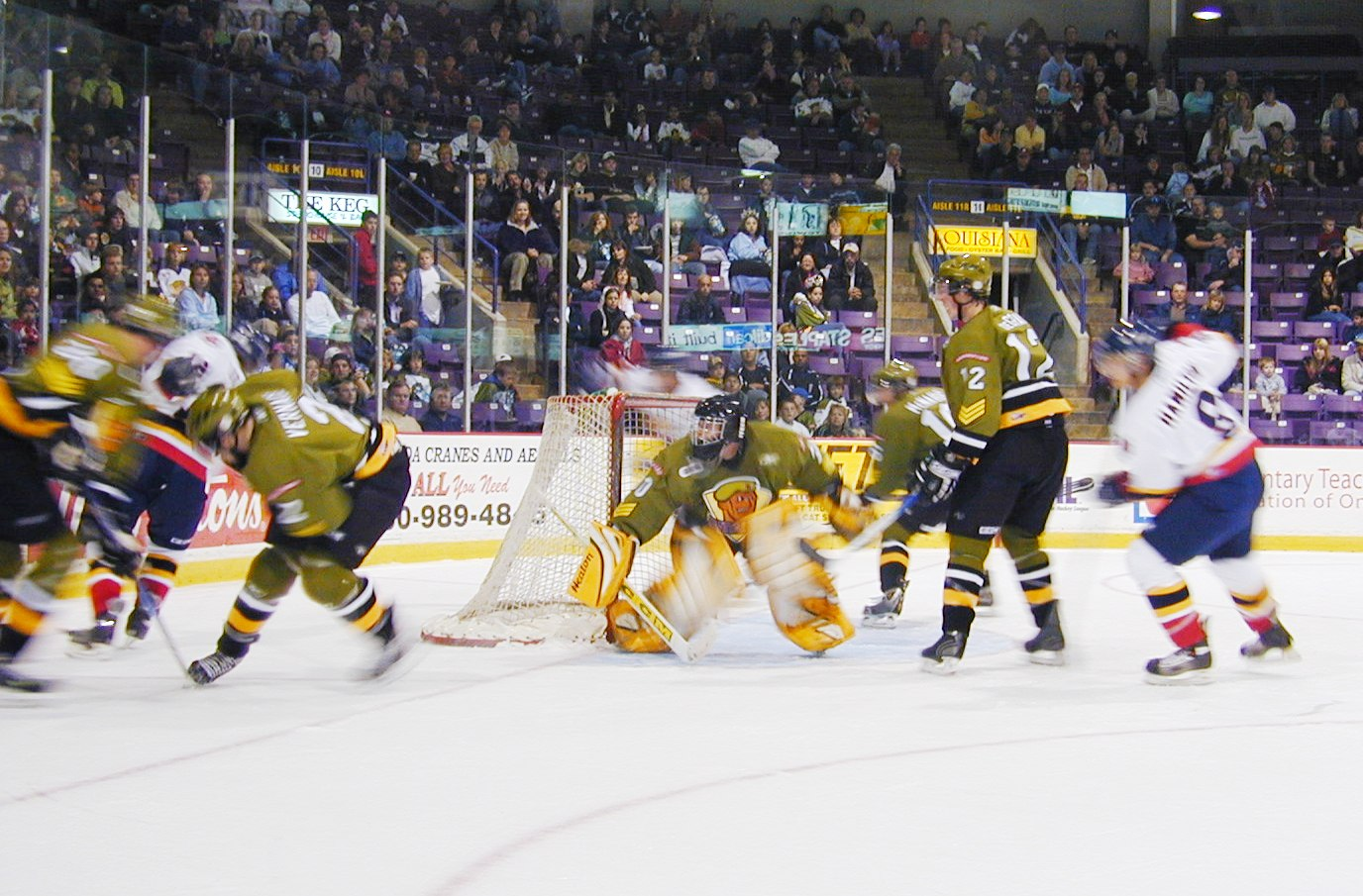
Хоккей с шайбой
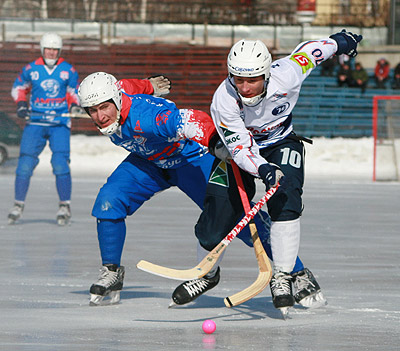
Хоккей с мячом
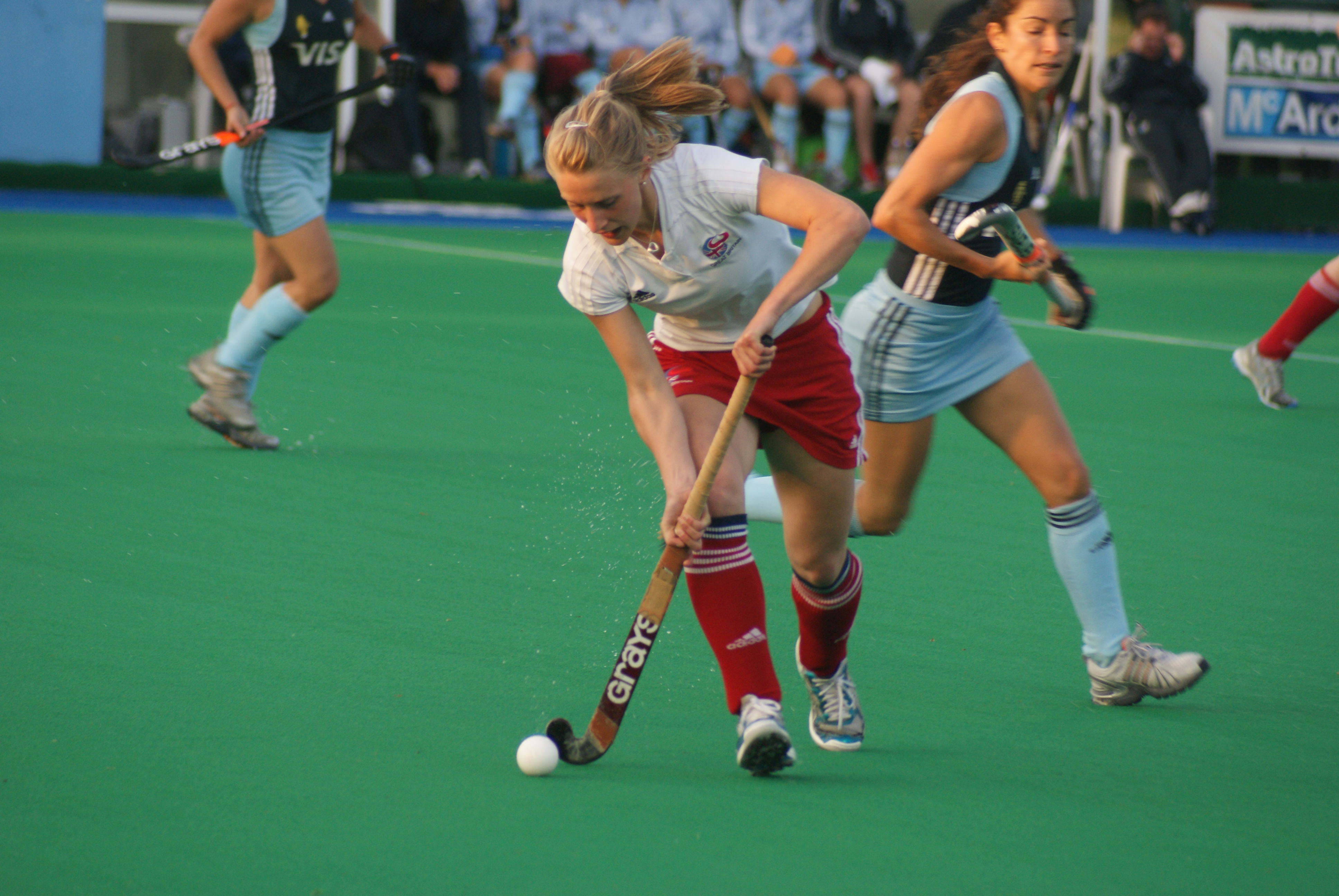
Хоккей на траве
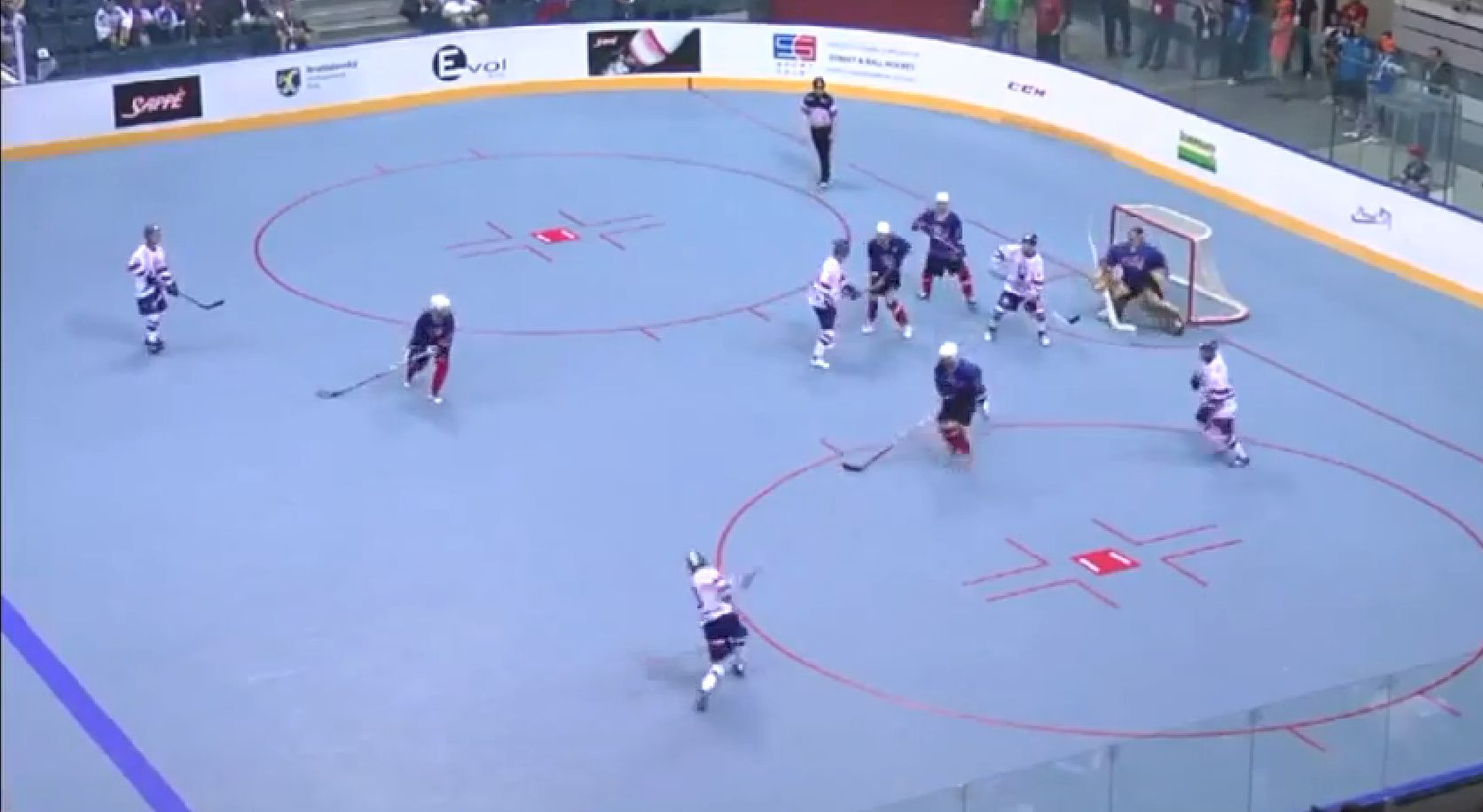
Бол-хоккей
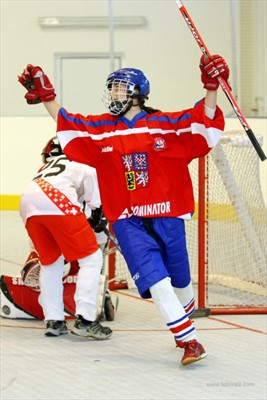
Бол-хоккей
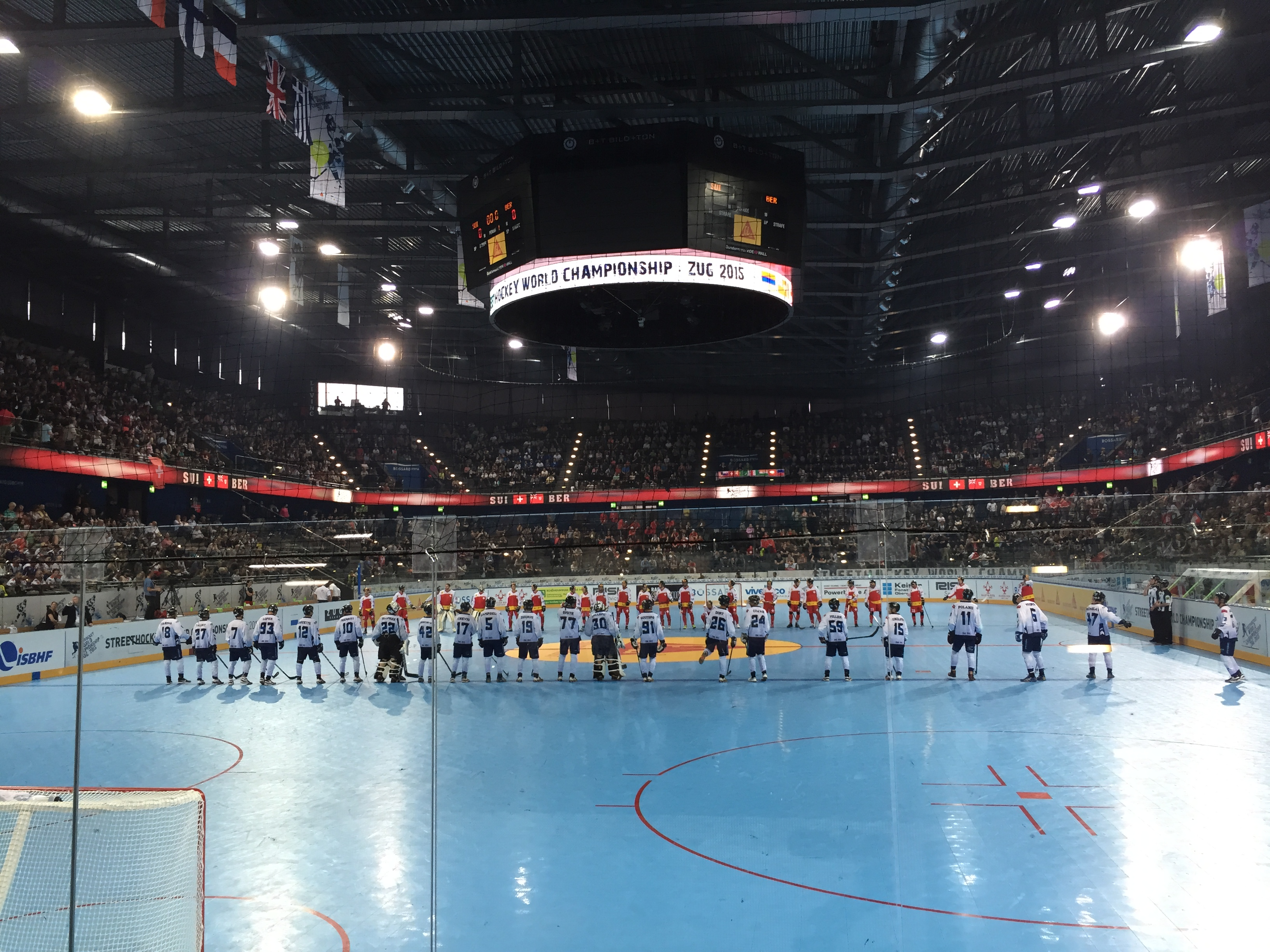
Ball (Street) Hockey World Championship в городе Цуг, Швейцария, 2015 год
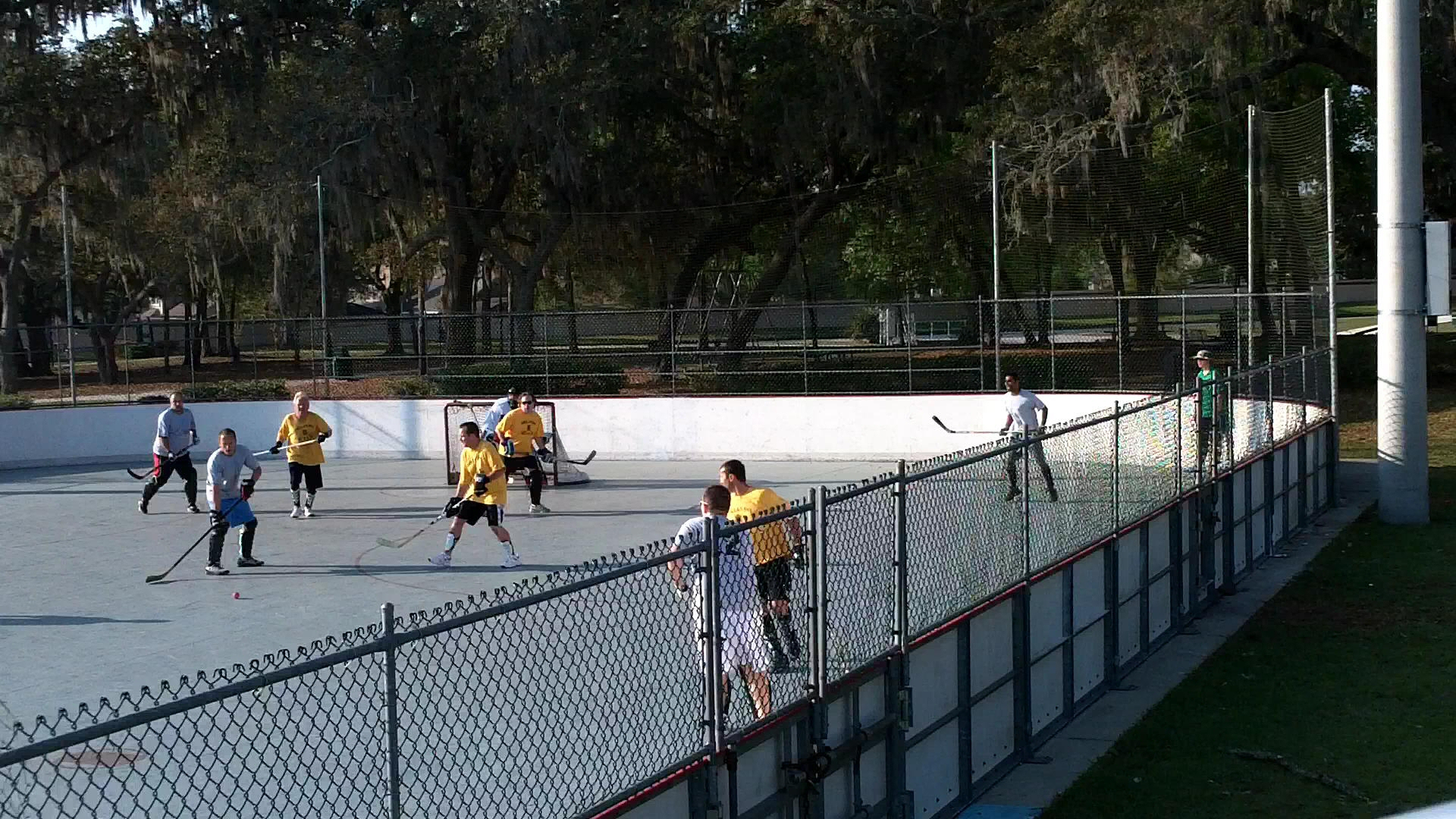
Уличный хоккей
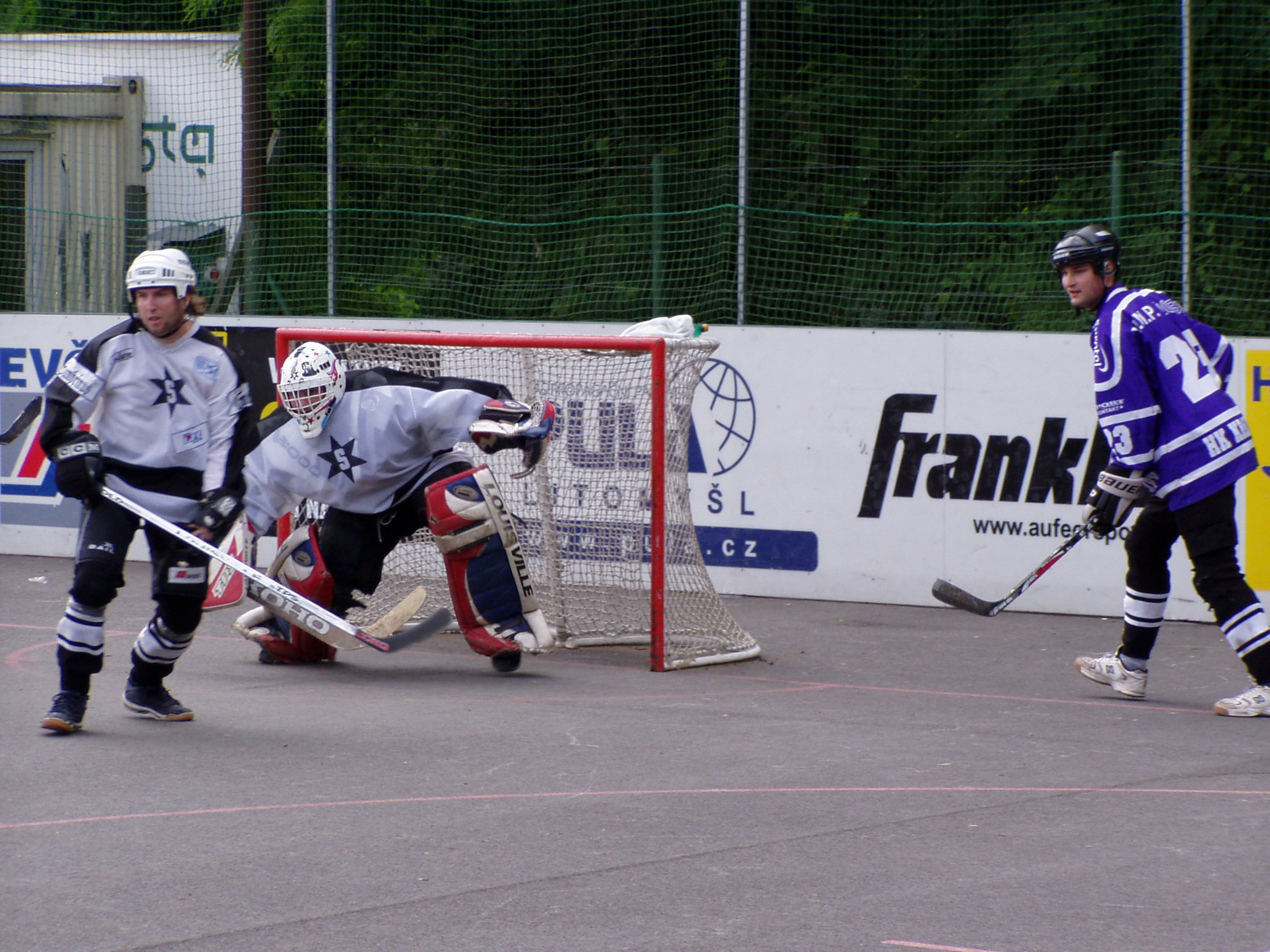
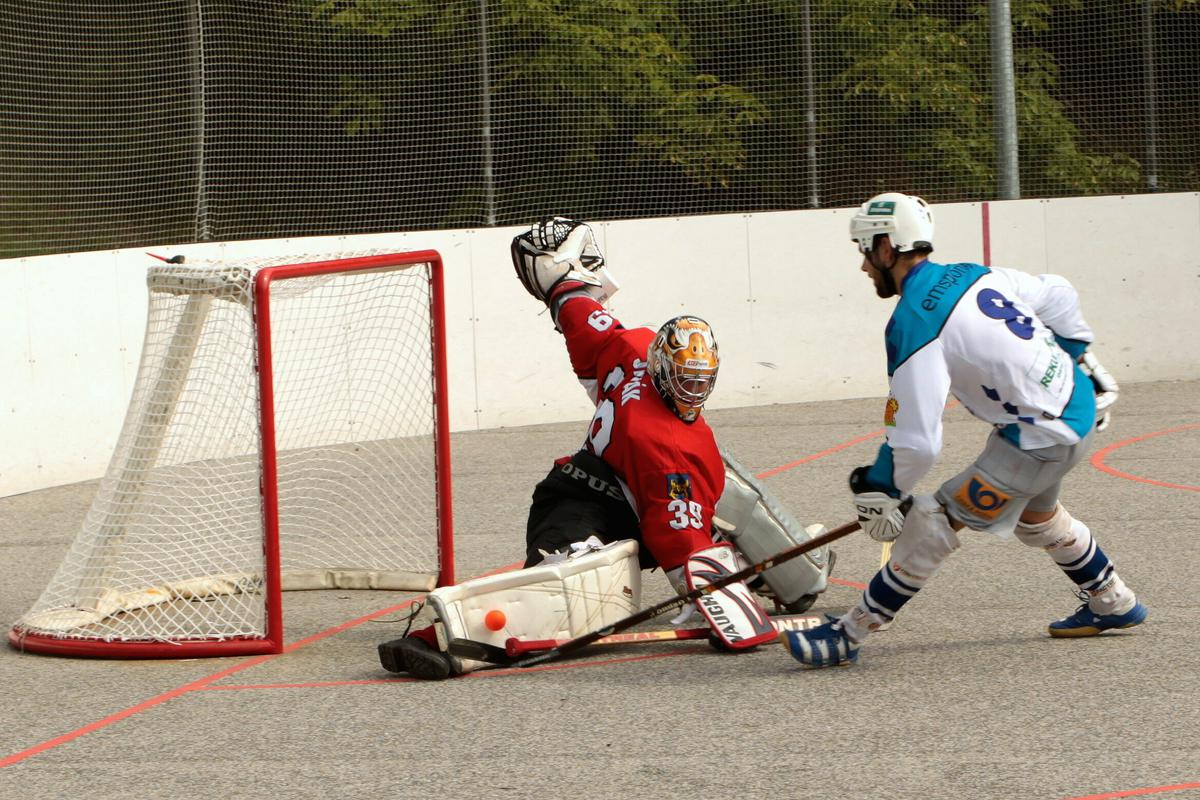
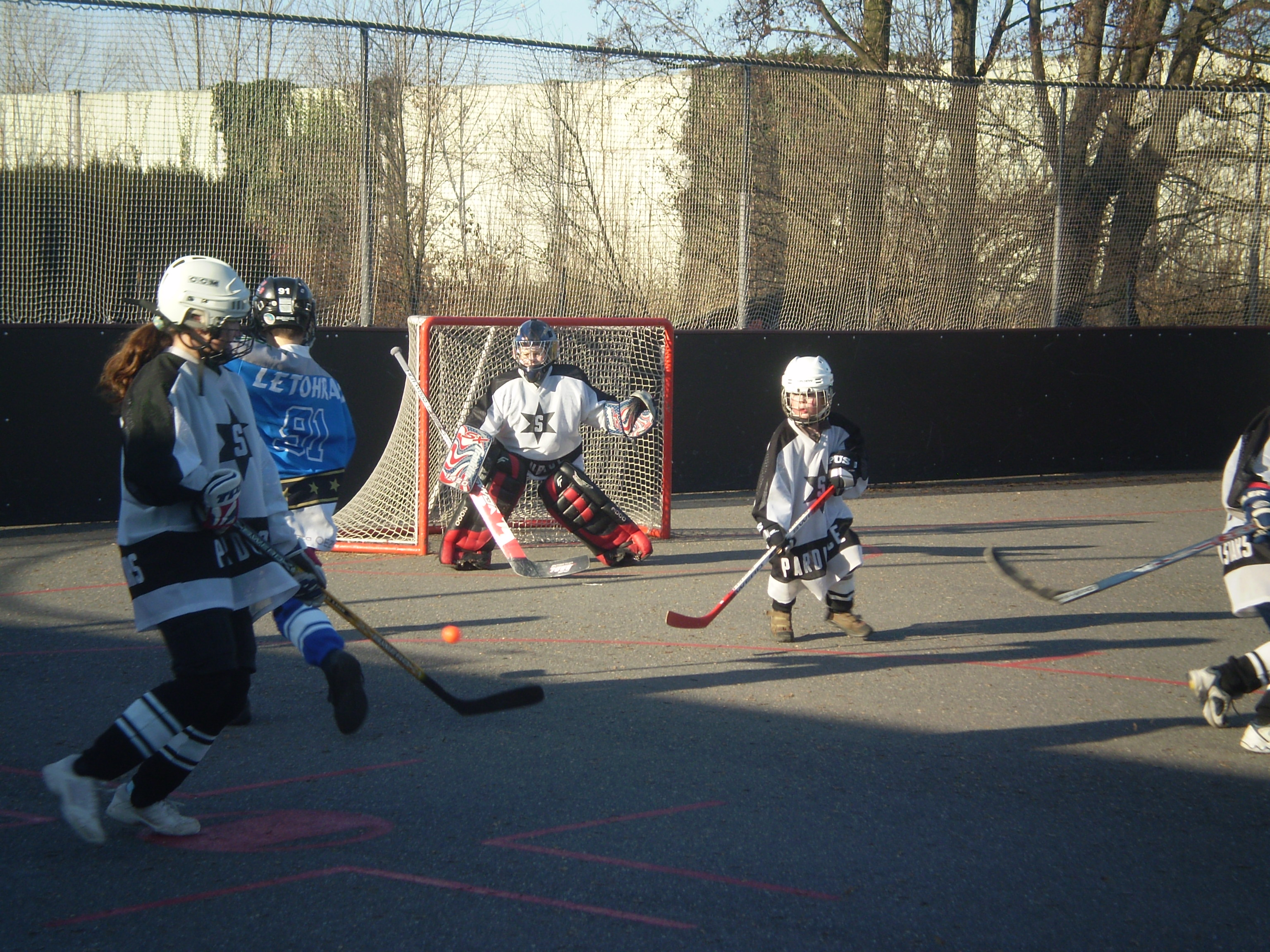
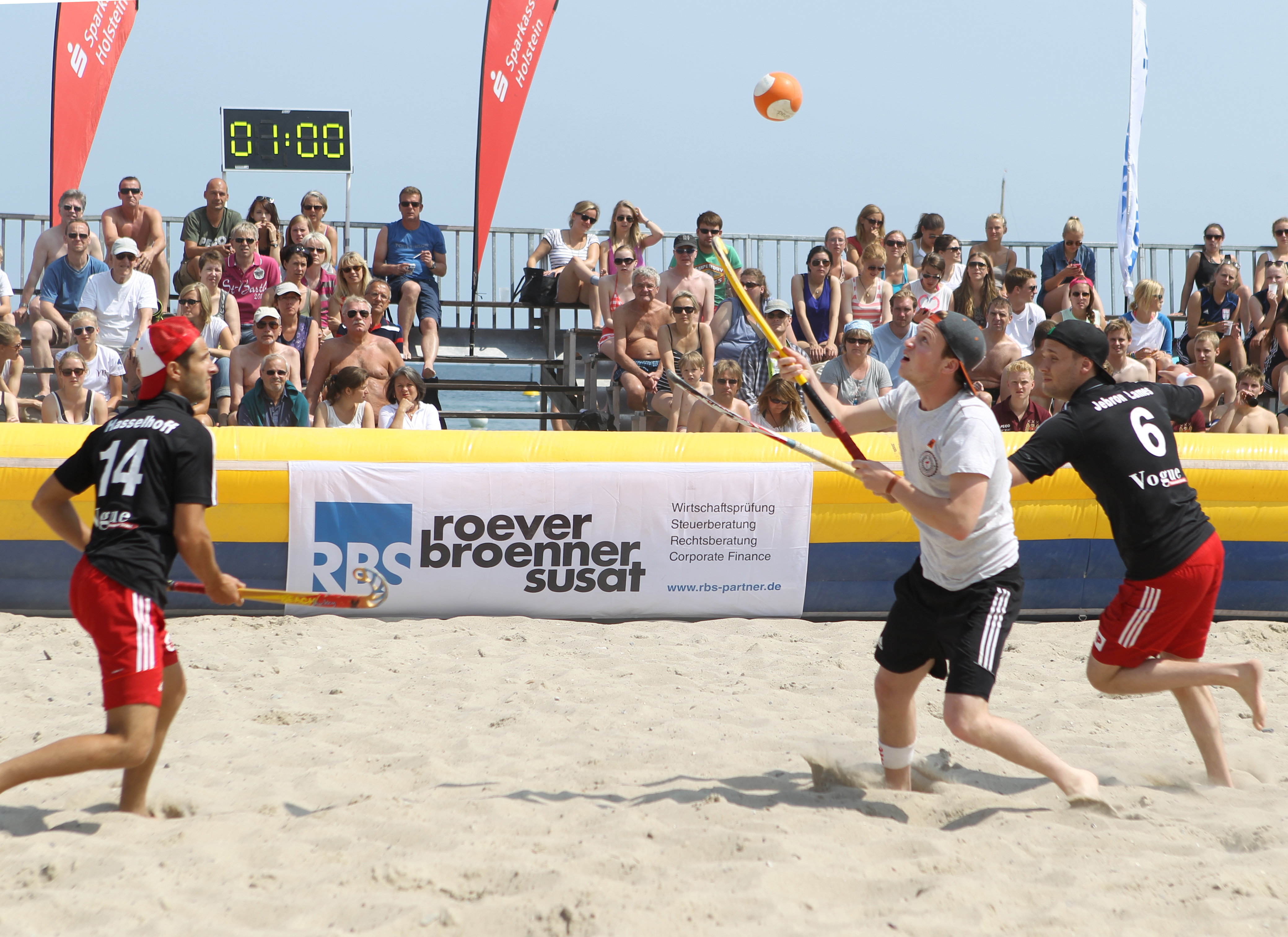
Пляжный хоккей
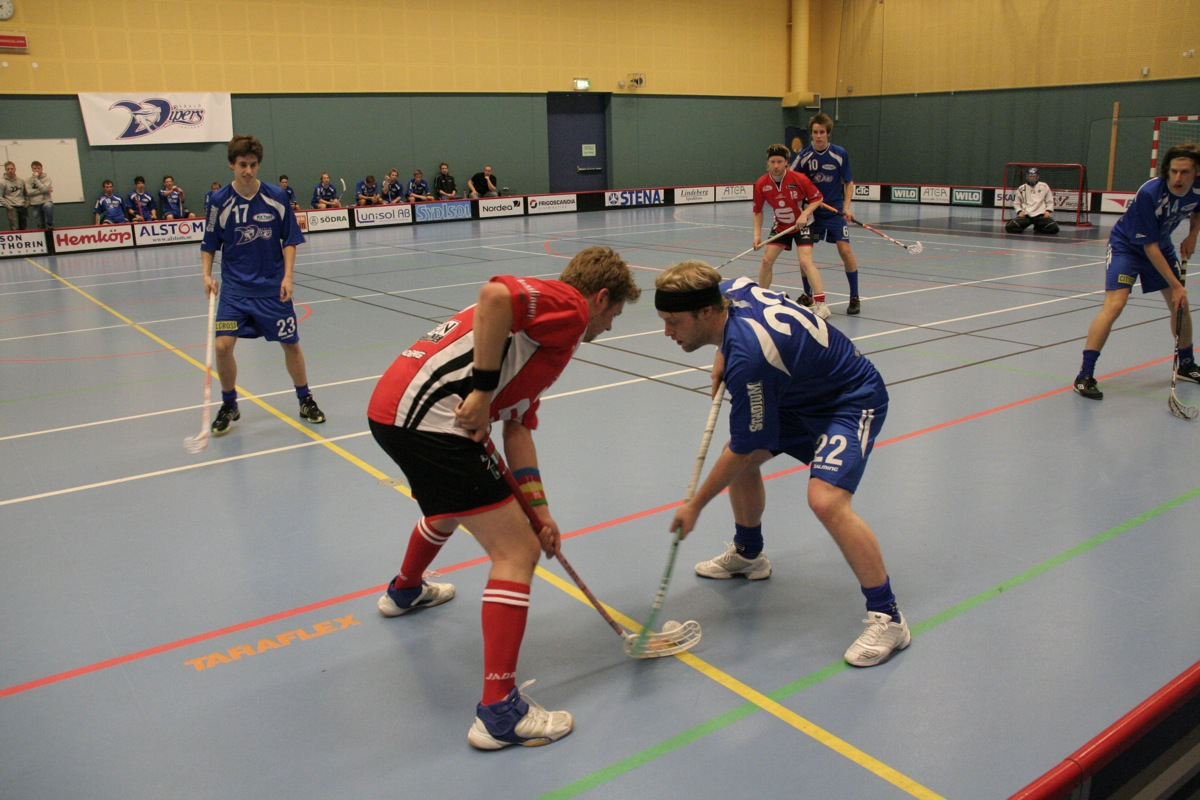
Флорбол
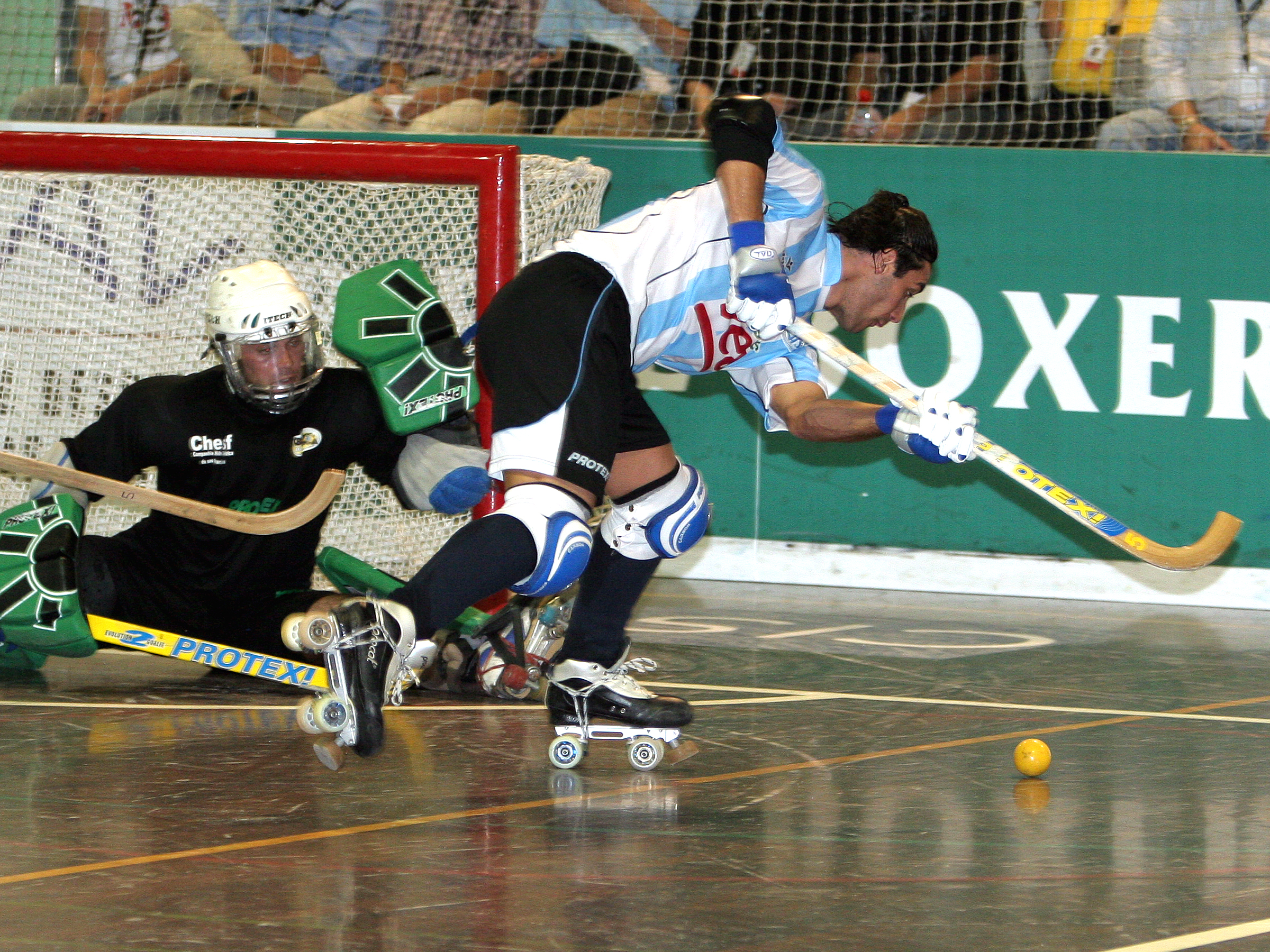
Хоккей на квадах
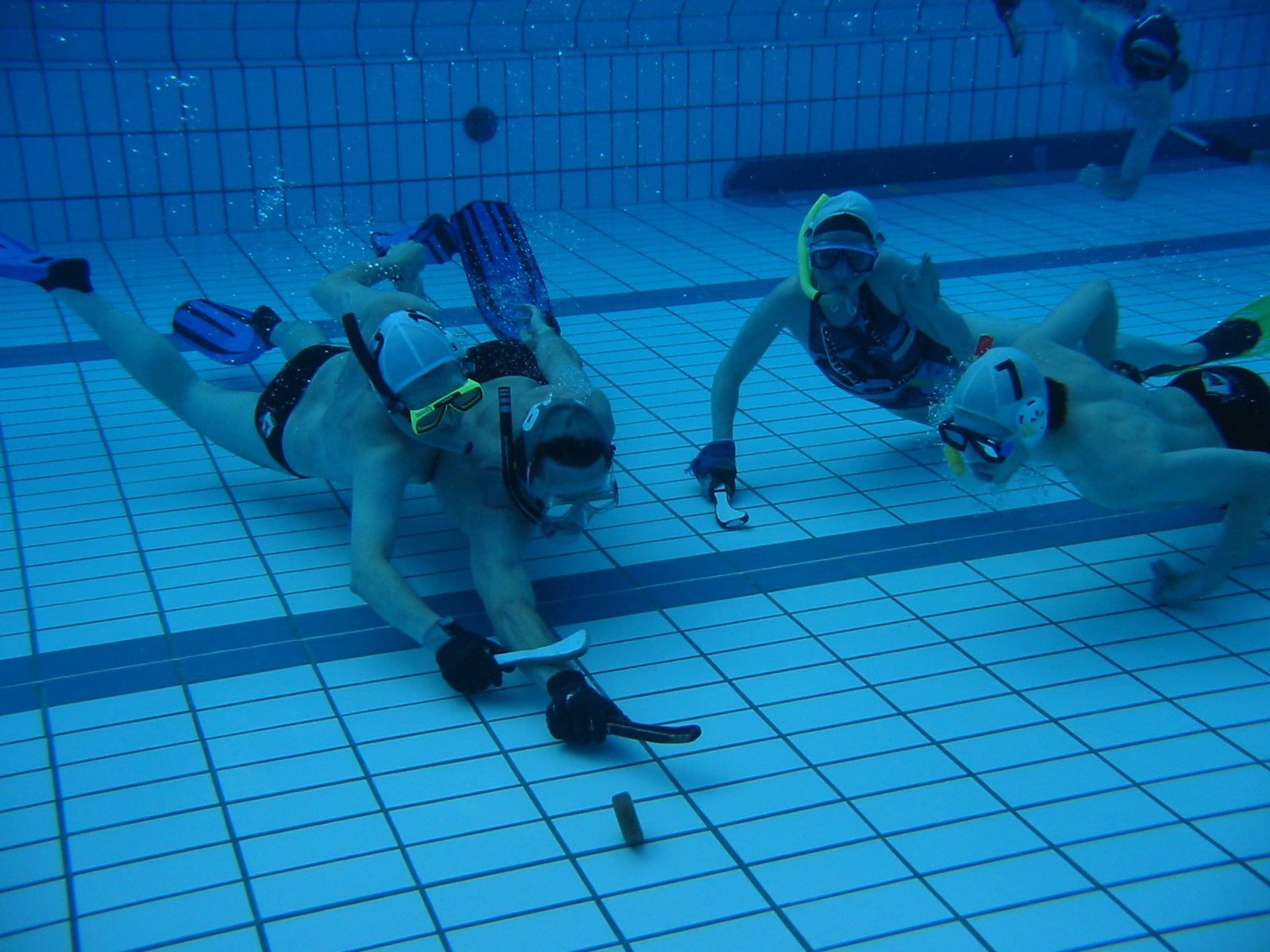
Подводный хоккей
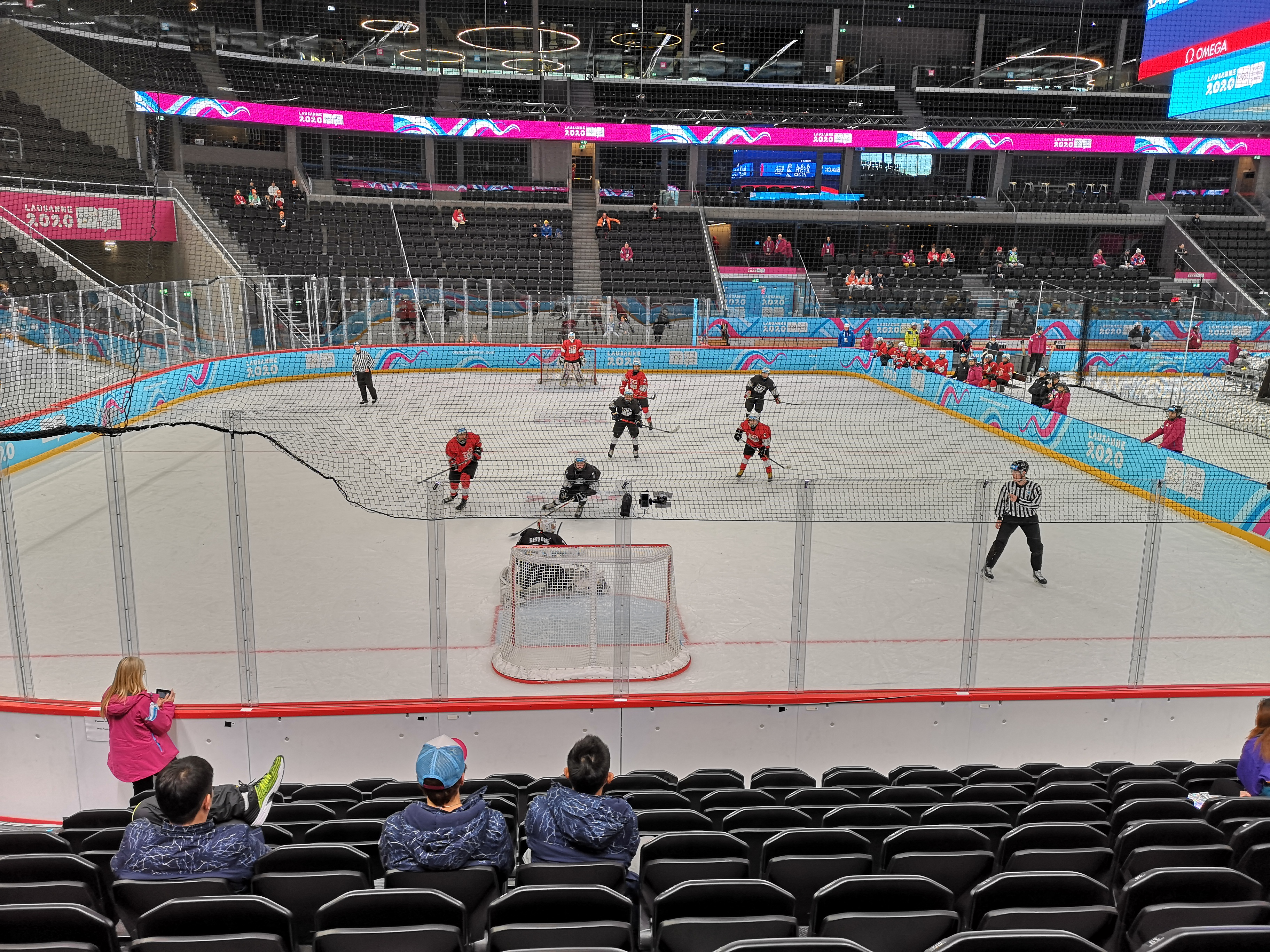
Хоккей 3х3

Рингетт (англ. Ringette) — исключительно женский командный вид спорта из семейства хоккеев. Является особенно популярным в Канаде, Финляндии, Швеции, США и Чехии.

## В живописи

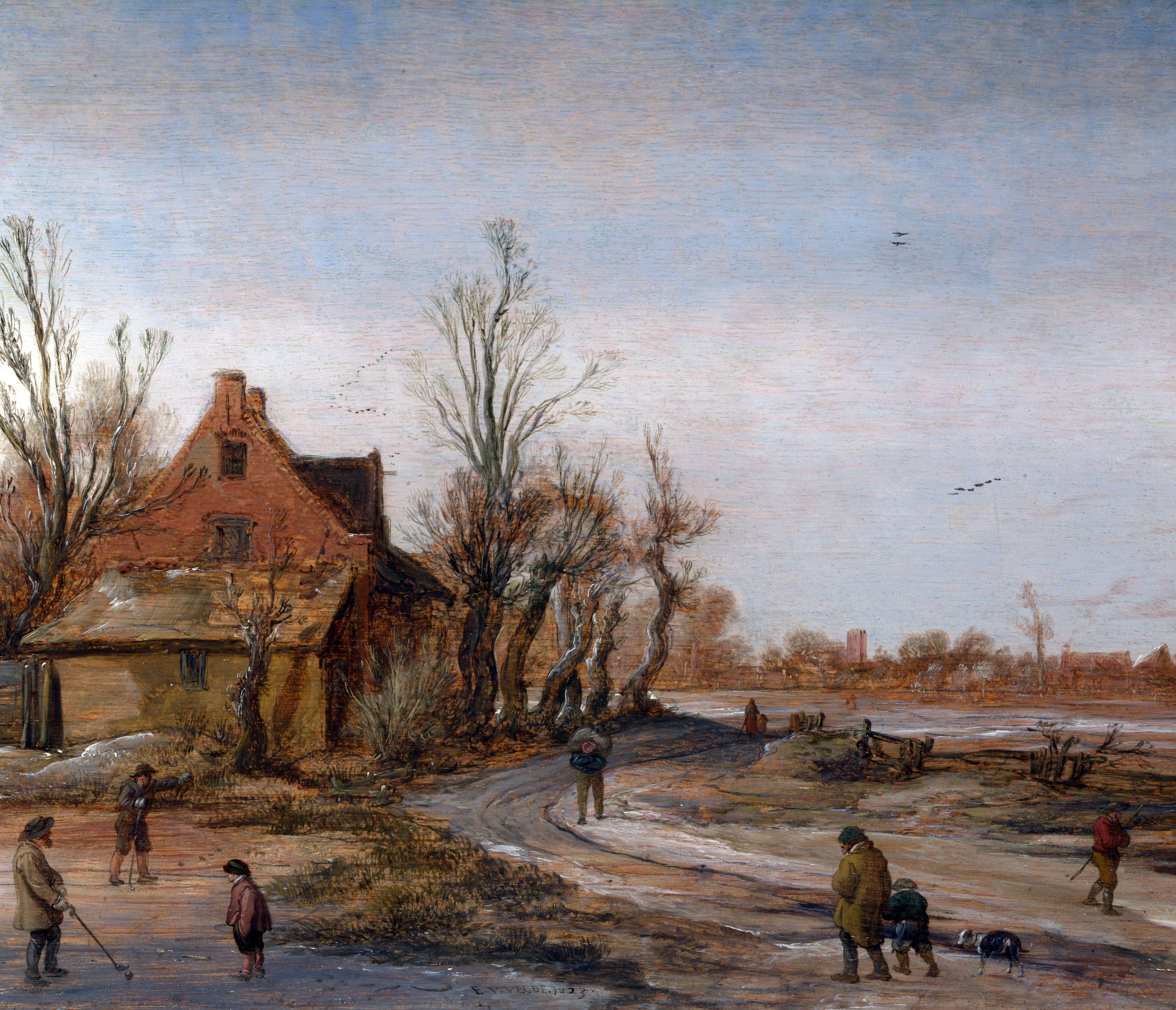
Зимний пейзаж. Эсайс ван де Вельде, 1622

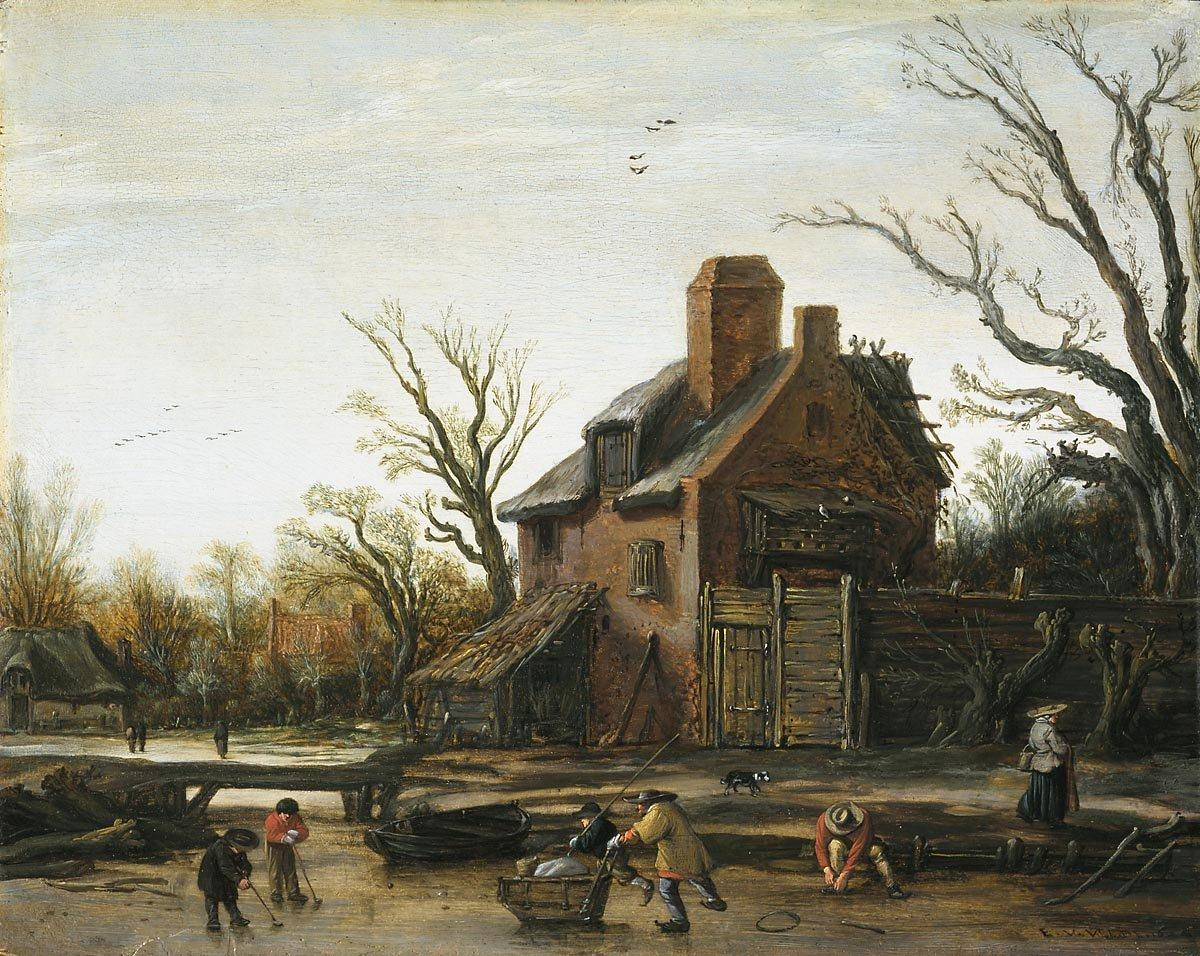
Зимняя ферма. Эсайс ван де Вельде, 1624